# ショルバン・カラ＝オール

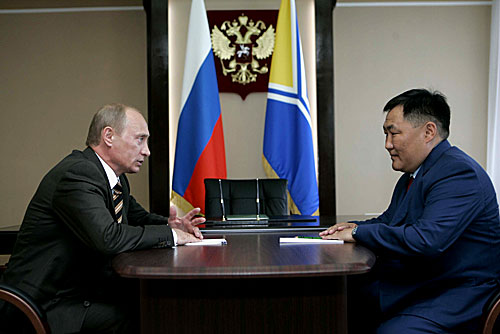
ウラジーミル・プーチン大統領（左）と会談するショルバン・カラ＝オール（2007年）

ショルバン・ヴァレリエヴィチ・カラ＝オール（ロシア語: Шолбан Валерьевич Кара-оол [карао́:л]、トゥバ語: Шолбан Валерий оглу Кара-оол、Sholban Valerievich KaraKara-ool、1966年7月18日 - ）は、ロシアの政治家。2007年から2021年までの14年間、トゥヴァ共和国政府議長（元首格）を務めた。トゥヴァ共和国ウルグ＝ヘム地区出身。

## 略歴
ウラル工科大学を卒業する。1998年トゥヴァ最高会議議長。2000年ロシア連邦議会上院連邦会議国際関係委員会副議長。2002年トゥヴァ政府第一副議長（第一副大統領）兼貿易・商業サービス・企業開発相、副大統領代行、副大統領を経て、2007年4月から元首格である政府議長に就任した。 2021年4月7日に政府議長を辞任。